# 1%의 우정
《1%의 우정》은 KBS 2TV에서 방송되는 텔레비전 프로그램이며 2018년 3월 3일부터 2018년 6월 9일까지 방영되었다.

## 방송 시간
| 방송 채널 | 방송 기간                       | 방송 시간                    | 방송 시간                    | 비고           |
| KBS 2TV   |                                 |                              |                              |                |
| --------- | ------------------------------- | ---------------------------- | ---------------------------- | -------------- |
| KBS 2TV   | 2017년 10월 5일                 | 1부                          | 목요일 오후 5:50 ~ 저녁 6:55 | 파일럿 (2부작) |
| KBS 2TV   | 2017년 10월 5일                 | 2부                          | 목요일 저녁 6:55 ~ 8:00      | 파일럿 (2부작) |
| KBS 2TV   | 2018년 3월 3일 ~ 2018년 6월 9일 | 매주 토요일 밤 10:45 ~ 12:15 | 매주 토요일 밤 10:45 ~ 12:15 | 정규 편성      |

## 소개
상반된 성향의 두 사람이 만나 함께 하루를 보내며 서로의 일상을 공유하고 우정을 쌓아가는 인간관계 리얼리티 프로그램

## 출연자

### 파일럿 출연자
- 안정환
- 배정남
- 김종민
- 설민석
- 정형돈
- 배철수

### 정규 출연자
- 배철수
- 안정환
- 김희철

## 시청률
| 회차   | 방송일          | TNmS 시청률    | AGB 시청률     |
| 회차   | 방송일          | 대한민국(전국) | 대한민국(전국) |
| ------ | --------------- | -------------- | -------------- |
| 파일럿 | 2017년 10월 5일 |                | 4.7%/6.9%      |
| 1회    | 2018년 3월 3일  | 3.2%           | 3.1%           |
| 2회    | 2018년 3월 10일 | 2.8%           | 3.5%           |
| 3회    | 2018년 3월 17일 | 2.5%           | 2.4%           |
| 4회    | 2018년 3월 31일 | 2.7%           | 2.9%           |
| 5회    | 2018년 4월 7일  | 2.6%           | 2.0%           |
| 6회    | 2018년 4월 14일 | 2.7%           | 2.8%           |
| 7회    | 2018년 4월 21일 | 2.6%           | 2.4%           |
| 8회    | 2018년 4월 28일 | 2.1%           | 2.2%           |
| 9회    | 2018년 5월 5일  | 2.4%           | 2.1%           |
| 10회   | 2018년 5월 12일 | 4.4%           | 4.3%           |
| 11회   | 2018년 5월 19일 | 3.6%           | 3.3%           |
| 12회   | 2018년 5월 26일 | 3.8%           | 2.9%           |
| 13회   | 2018년 6월 2일  | 3.5%           | 3.3%           |
| 14회   | 2018년 6월 9일  | 3.9%           | 3.6%           |

## 결방 사유
- 2018년 3월 24일 : 축구 국가대표팀 평가전 대한민국 VS 북아일랜드 중계방송으로 결방